# Manuel Villegas Brieva

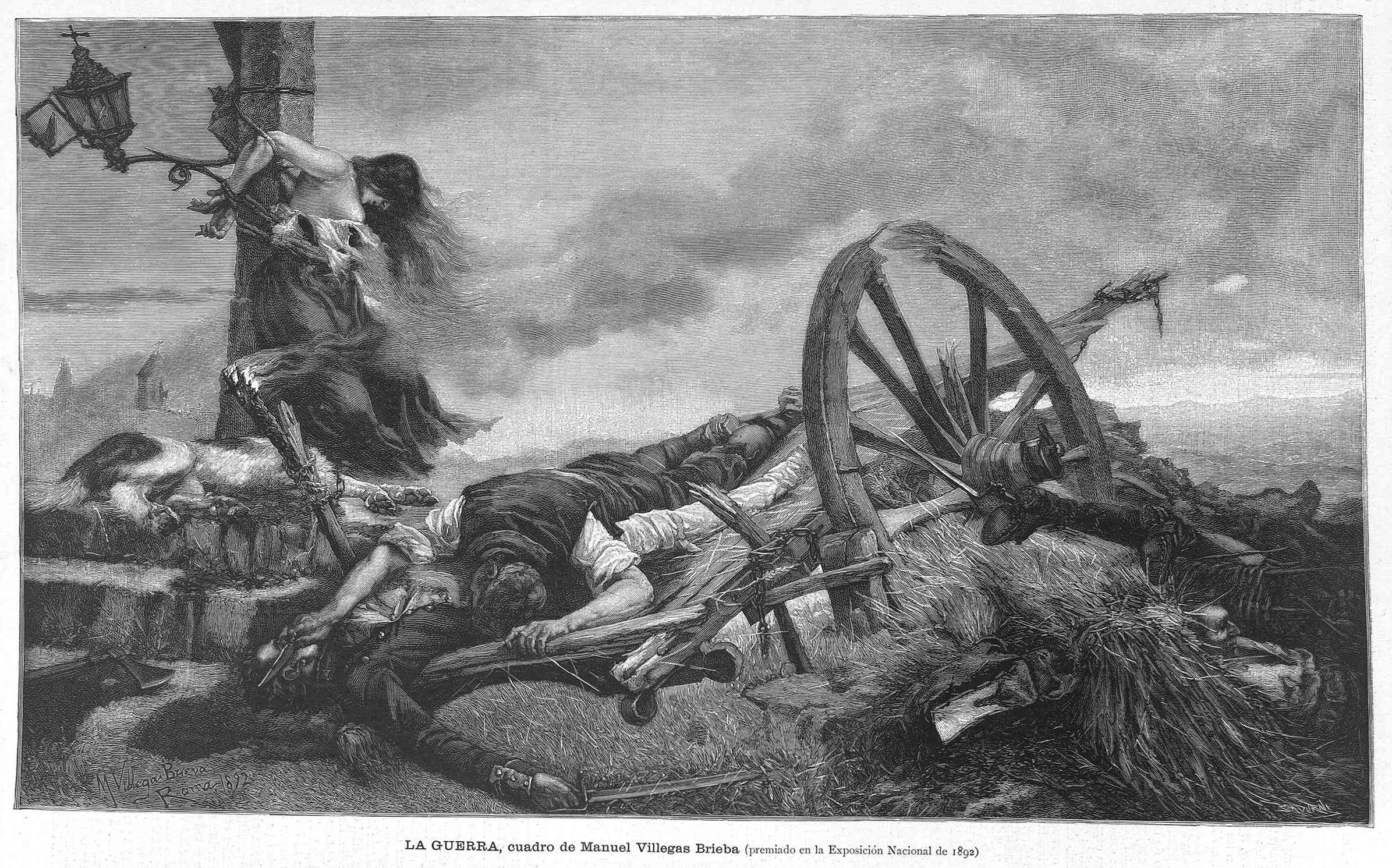
La guerra, premiado en la Exposición Nacional de 1892, en la revista La Ilustración Artística.

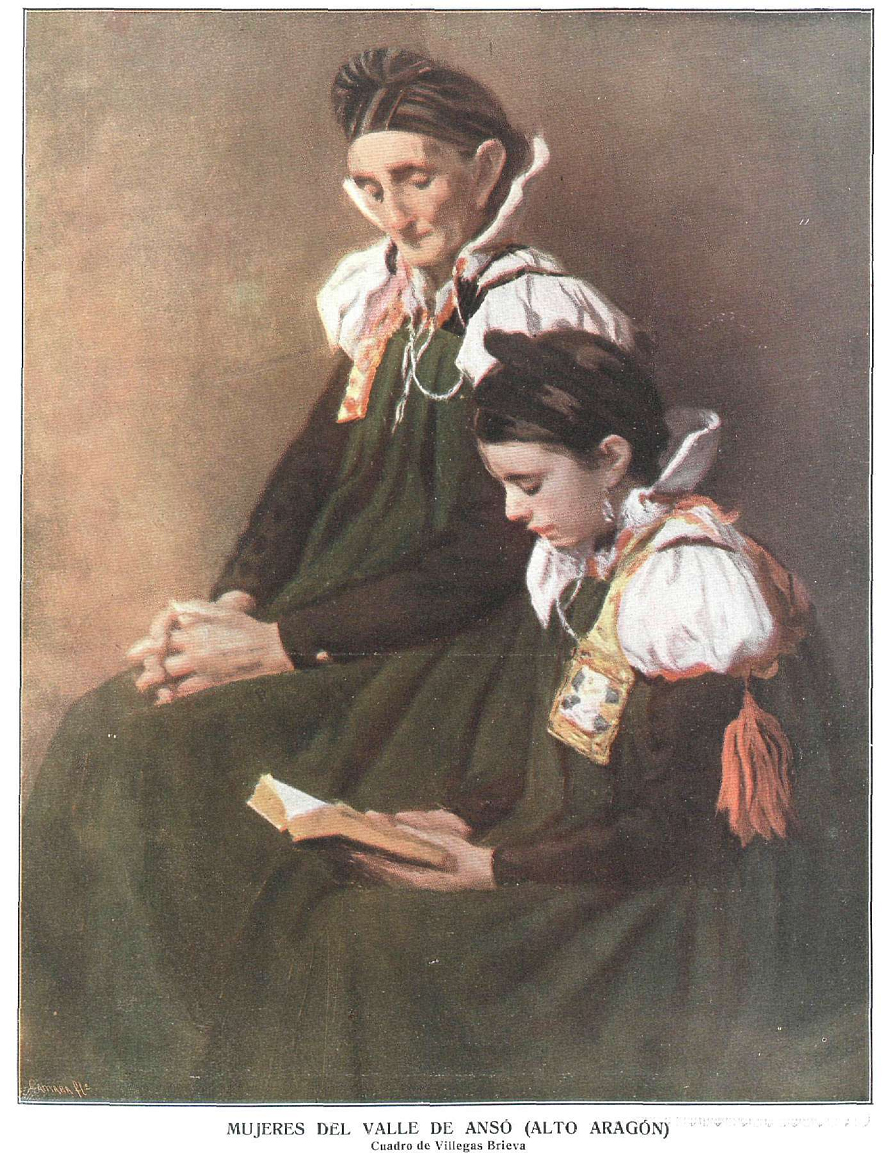
Mujeres del valle de Ansó, en La Esfera.

Manuel Villegas Brieva (Lérida, 1871 - Madrid, noviembre de 1923) fue un pintor español.
Fue segunda medalla en la Exposición Nacional de Bellas Artes de 1892 por ¡A la guerra! y primera medalla en otra Exposición Nacional de 1912, gracias a unos «"panneaux" decorativos referentes a las estaciones». Otras obras suyas son Entrada del puerto de Ribadesella, Puente de Cangas de Onís, Camarera, Castillo de Santa Catalina, Muchacha de Monte Mayor, Una gitana, Una corda, Víctimas del mar, Mujeres del valle de Ansó, Carmencita la gitana, La pedrera, Irene, Un accidente, Descanso de la modelo, Último sueño de una virgen o Las doce en los altos hornos. Fallecido en Madrid en noviembre de 1923, fue enterrado el día 20 de noviembre.